# Candle-Lite Company
Koordinaten: 39° 15′ 26″ N, 84° 21′ 54″ W
Die Candle-Lite Company ist einer der größten Duftkerzenhersteller der USA. Der Hauptsitz des Unternehmens befindet sich in Cincinnati im Bundesstaat Ohio, die Produktion erfolgt im 50 km entfernten Leesburg. Der Name ist als Handelsmarke geschützt. Das Unternehmen ist mit über 180 Jahren Unternehmensgeschichte der älteste Kerzenproduzent der USA.

## Geschichte
Das heute unter dem Namen Candle-lite bekannte Unternehmen wurde bereits 1840 als Emery Lard Oil & Candle Company, Cincinnati Ohio, von Thomas Emery – einem englischen Kolonist – gegründet. Bis 1886 wurden hier einfache Kerzen und Leuchtöle produziert. Thomas Emery Jr. stellte 1886 den Chemiker Ernst Twitchell ein, welcher 1897 die Spaltung von Fetten erfand. Diese Entdeckung der Trennung von Fettsäuren und Talg war die Grundlage für eine neue Wachsformel, die eine weißere, stabilere und tropffreie Kerze hervorbrachte.